# شنبه مقدس

شنبه مقدس یا شب عید پاک، روز پس از جمعه نیک است. این روز یادبود روزی ست که پیکر عیسای مسیح درون مقبره گذاشته شد.